# Il prigionier superbo
Il prigionier superbo (Den stolte fången) är en opera seria i tre akter med musik av Giovanni Battista Pergolesi till ett möjligt libretto av Gennaro Antonio Federico efter Francesco Silvanis libretto till Francesco Gasparinis opera La fede tradita e vendicata (1704). Handlingen är densamme som i Silvanis libretto och många av replikerna är identiska men miljön och rollnamnen är helt olika i de två texterna. 

## Historia
På 1700-talet var det vanligt att operatonsättare infogade en komisk opera, ett så kallat intermezzo, som mellanspel mellan akter eller scener i en tragisk eller allvarlig opera seria. Dessa intermezzi kunde antingen vara en del av huvudoperan eller ett självständigt verk. Ibland hände det att intermezzot överlevde medan själva huvudoperan snabbt glömdes bort. Så var fallet med Il prigionier superbo, där dess intermezzo, La serva padrona, är det som fortfarande spelas mer. Il prigionier superbo hade premiär den 28 augusti 1733 på Teatro San Bartolomeo i Neapel.

## Personer
- Sostrate, kung av Norge, Rosmenes fader (tenor)
- Rosmene, Sostrates dotter (kontraalt)
- Metalce, Goternas kung (kontraalt)
- Ericlea, dotter till Clearco, den tidigare kungen av Norge (sopran)
- Viridate, prins av Danmark (soprankastrat)
- Micisda, prins av Böhmen och Ericleas älskade (sopran)

## Handling
Kung Metalce och prins Viridate strider om prinsessan Rosmenes hand. Hennes far är fången hos Metalce.